# Claudia de Breij
Claudia de Breij (Utrecht, 13 maart 1975) is een Nederlandse cabaretière, presentatrice, zangeres, radio-dj en schrijfster.

## Levensloop

### Opleiding
De Breij haalde haar mavo-, havo- en vwo-diploma aan het Koningin Wilhelmina College te Culemborg. Hierna studeerde ze twee jaar Algemene Letteren in Utrecht. In het najaar van 1995 nam ze kleinkunstlessen in het Parnassos Cultuurcentrum van de Universiteit Utrecht. Prompt won ze het cabaretfestival van Parnassos. De Breij werd vervolgens afgewezen aan de Amsterdamse Kleinkunstacademie, waarna zij op eigen kracht verder werkte aan haar theaterloopbaan.

### Verloop theater- en muziekcarrière
In 1997 deed De Breij mee aan het Leids Cabaret Festival en haalde er de laatste ronde, maar geen finaleplaats. In 1998 werd ze derde tijdens het Concours om de Wim Sonneveldprijs van het Amsterdams Kleinkunst Festival. Hierna maakte zij in eigen beheer enkele programma's, waarna Frans Ruhl haar eerste impresario werd. Ze maakte achtereenvolgens de theaterprogramma's De Wilde Frisheid (2002–2003), Claudia Zuigt (2003–2005), Hallo Lieve Mensen (2005–2007), iClaudia (2007–2009), Hete Vrede (2009–2011), Alleen (2013), Teerling (2014–2015) en #NU (2017-2020). Het programma Hete Vrede werd in 2010 door een vakjury verkozen tot het beste cabaretprogramma van het jaar, wat De Breij de Poelifinario opleverde. De voorstelling Alleen was hoofdzakelijk een muzikale voorstelling, die De Breij met band een maand lang speelde in het DeLaMar in Amsterdam.
Op muzikaal vlak werkte De Breij samen met de componisten/muzikanten Sander Geboers en Rogier Wagenaar. De liedjes uit haar voorstellingen werden uitgebracht op cd en er verschenen meerdere dvd's van haar voorstellingen.
In 2005 nam De Breij een cover op van 'Alles' van Herman van Veen van de gelijknamige plaat. Het nummer verscheen op de cd 'We hebben maar een paar minuten tijd', een door 3VOOR12/Utrecht georganiseerd eerbetoon van zestien Utrechtse acts aan Herman van Veen. Ze speelde het nummer ook op de speciale hommage-avond voor Herman van Veen in de Utrechtse poptempel Tivoli in november 2005, waar Van Veen het eerste exemplaar kreeg uitgereikt. Het openingslied uit de voorstelling Hete Vrede, 'Mag Ik Dan Bij Jou', verkreeg door verschillende televisieoptredens grote bekendheid. In september 2014 ontvingen De Breij en de componisten Geboers en Wagenaar in een uitzending van De Wereld Draait Door een platina plaat voor 50.000 downloads van deze succesvolle single. Hetzelfde jaar prijkte het nummer op de negentiende plaats in de Top 2000. In 2015 volgden covers door Sjors van der Panne en Jeroen van der Boom en stond de originele uitvoering van het lied niet minder dan drie jaar onafgebroken in de iTunes Top 30. Andere nummers van De Breij die succes oogsten zijn o.a. 'Mis je zo graag' met Waylon, 'Ik Onthou Zoveel Van Jou' met Paskal Jakobsen van BLØF en de Adele cover 'Hoeveel Ik Van Je Hou'.
In 2012 richtte De Breij haar eigen impresariaat Breijwerk op. Het impresariaat boekt naast voorstellingen van De Breij zelf ook voorstellingen van de theatermakers Peter Pannekoek, Emilio Guzman, Nynke Laverman, Daniëlle Schel en Alex Ploeg. In 2015 ontving zij de Louis Davidsring uit handen van de vorige drager Herman van Veen.
Tijdens het Wereldkampioenschap voetbal vrouwen in Frankrijk in 2019 bracht ze, op verzoek van het Nederlands dameselftal, het voor hen geschreven nummer 'Zie Die Leeuwinnen' uit. Claudia speelde het tijdens de voorbereiding van het team bij de KNVB en sindsdien dook het nummer na gewonnen wedstrijden steeds weer op in de kleedkamer en bij vieringen van het elftal.

### Verloop radio- en televisiecarrière
Tijdens haar studie – midden jaren negentig – werkte De Breij mee aan programma's bij Stadsomroep Utrecht, waarna ze werd opgepikt door de regionale radiozenders Radio M en Radio West. Vanaf de start van publieke omroep BNN in 1998 presenteerde ze op NPO Radio1 het programma BNN United. In maart 2002 stapte ze over naar de NPS, waar ze het programma ...& dit is Claudia op 3FM maakte. In 2003 ging ze werken voor de VARA en presenteerde ze het 3FM-programma Claudia d'r op (tot 2007). In 2004 zat De Breij als dj in het 'Glazen Huis' voor de actie Serious Request. Op televisie presenteerde ze van 2003 tot 2005, afwisselend met Dolf Jansen, het programma VARA Laat/VARA Live. In januari 2006 begon De Breij als presentatrice bij De Wereld Draait Door op de maandagen. In augustus 2006 was ze te zien met haar eigen amusementsprogramma Claudia's Showboot. In 2007 volgde haar eigen 'personalityshow' Thank God it's Friday. Begin 2008 stopte De Breij bij De Wereld Draait Door, waar ze in 2010 terugkeerde als tafeldame. In oktober 2008 keerde ze weer terug op de radio bij 3FM met Claudia d'r op. In september 2009 startte De Breij een nieuw televisieprogramma, Claudia op Vrijdag, dat ze presenteerde vanuit haar eigen huis. Verder presenteerde zij in 2012 het mediaprogramma De kunst van het maken. In 2015 verzorgde zij een college over het Nederlandstalige lied in DWDD Summerschool. In 2016 was De Breij de eerste vrouwelijke cabaretier wier Oudejaarsconference live op televisie werd uitgezonden. Er keken 2,5 miljoen kijkers.
In haar Oudejaarsconference 2019, uitgezonden vanuit de Koninklijke Schouwburg in Den Haag, besteedde ze veel aandacht aan het onderwerp democratie. De voorstelling wordt gezien als een nieuw hoogtepunt in haar loopbaan. Het hoofdthema was de migratiecrisis.
Haar derde oudejaarsconference, eveneens op televisie uitgezonden, vond in 2022 in Groningen plaats. Zij droeg een strakzittend broekpak, ontworpen door Jan Taminiau. Thema's in de conference waren o.a. de problemen door de gaswinning in Groningen en het feit dat je als lesbische vrouw niet overal mag dansen met je partner. Onder meer niet in Qatar, waar daar de doodstraf op staat. In 2022 vond het wereldkampioenschap voetbal voor mannen in dat land plaats. De show eindigde met muziek uit Het zwanenmeer van Tsjaikovski, een Rus, gedanst door Olga Smirnova, een Russin, uit Rusland gevlucht vanwege de Russische inval in Oekraïne.

## Onderscheidingen
De Breij won tussen 2006 en 2014 zesmaal de Zilveren RadioSter, de publieksprijs voor de beste vrouwelijke radiopresentator.
In 2020 werd aan haar de Jillis Bruggeman Penning toegekend door de gemeente Schiedam met als motivatie: "Omdat zij zich expliciet uitspreekt tegen haat en discriminatie en voor liefde en diversiteit. Omdat ze voorop durft te lopen."

## Privéleven
De Breij was van 2005 tot 2011 getrouwd met Conny Kraaijeveld, met wie zij samen een zoon heeft. Sinds 2016 is ze getrouwd met Jessica van Geel.

## Columns en boeken
Lange tijd schreef De Breij columns in het Algemeen Dagblad en voor de bladen Avantgarde en het feministisch maandblad Opzij. Hierna en tot op heden worden columns van haar gepubliceerd in de VARAgids. In 2009 verschenen twee boeken van haar hand: Krijg nou tieten!, over de ongemakken van zwangerschap en bevallen, en Dingen die fijn zijn.
In het boek Neem een geit - Leven voor gevorderden (2015) beschrijft De Breij levenslessen van haarzelf en van bekende ouderen die ze, samen met haar partner Jessica van Geel, voor dit boek heeft geïnterviewd: Willeke Alberti, Hedy d’Ancona, Anne-Wil Blankers, Hanneke Groenteman, Nico ter Linden, Geert Mak, Erica Terpstra, Herman van Veen, Paul van Vliet en Hans Wiegel. In verschillende hoofdstukken citeert of parafraseert ze eveneens René Gude, van wie ook het motto is, dat eindigt op "Les één: ga vooral te rade bij anderen."
In 2021 schreef ze op verzoek van de Rijksvoorlichtingsdienst een boek over de Nederlandse kroonprinses Amalia ter gelegenheid van haar 18e verjaardag op 7 december 2021. Het verscheen op 11 november dat jaar onder de titel Amalia.

### Bestseller 60
| Boeken met noteringen in de Nederlandse Bestseller 60 | Jaar van verschijnen | Datum van binnenkomst | Hoogste positie | Aantal weken | Opmerkingen        |
| ----------------------------------------------------- | -------------------- | --------------------- | --------------- | ------------ | ------------------ |
| Krijg nou tieten                                      | 2009                 | 04-03-2009            | 3               | 14           |                    |
| Dingen die fijn zijn                                  | 2009                 | 11-11-2009            | 60              | 1            |                    |
| Neem een geit                                         | 2015                 | 04-11-2015            | 2               | 51           |                    |
| De oudejaars                                          | 2017                 | 13-09-2017            | 32              | 3            |                    |
| Lang leve ons                                         | 2019                 | 13-11-2019            | 31              | 3            |                    |
| Amalia                                                | 2021                 | 24-11-2021            | 1(6wk)          | 17           |                    |
| Vasistas                                              | 2022                 | 26-10-2022            | 57              | 1            |                    |
| In de kantlijn van de tijd                            | 2023                 | 06-09-2023            | 35              | 4            | met Paul van Vliet |

## Cabaretprogramma's
- 2002–2003: De Wilde Frisheid
- 2003–2005: Claudia Zuigt
- 2005–2007: Hallo Lieve Mensen
- 2007–2009: iClaudia
- 2009–2011: Hete Vrede
- 2013: Alleen
- 2014–2016: Teerling
- 2016: Oudejaarsconference
- 2017–2020: #NU
- 2019: Oudejaarsconference (the best ever)
- 2020-heden: Hier ben ik
- 2022: Oudejaarsconference
- 2023-2024: Wat Als

## Radio
- BNN united (1997–2002)
- En dit is Claudia (2002–2003)
- Serious Request (2004)
- Claudia d'r op (2003–2007, 2008–2014)

## Televisie
- Wat nou pubers (1999)
- VARA Laat/Vara Live (2003–2005)

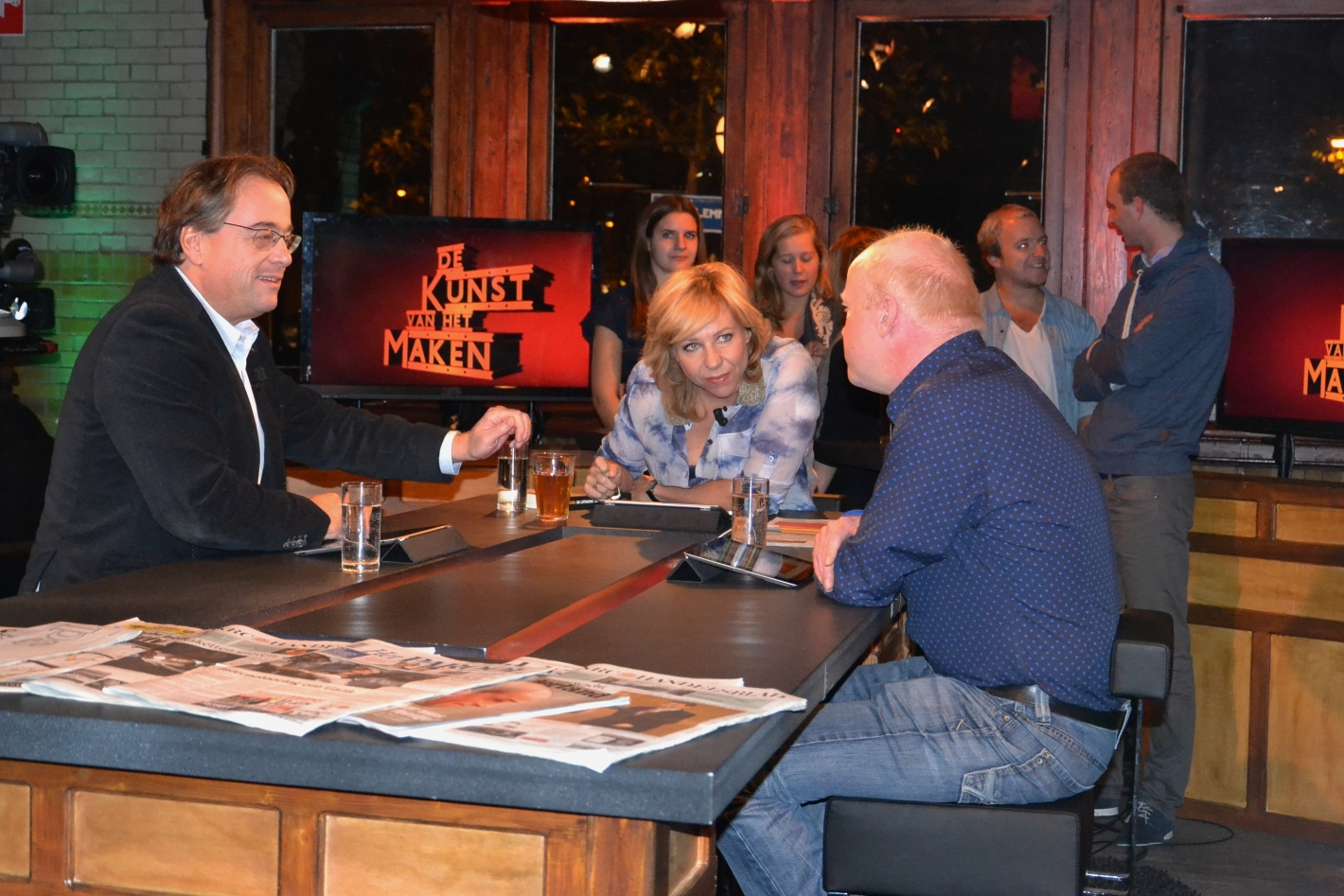
Claudia in "De kunst van het maken"

- Kopspijkers, speciale aflevering in het teken van Dance4life samen met Jack Spijkerman (2004)
- Kinderen voor Kinderen (2004, 2005, 2009, 2012)
- Presentatie Live 8 (2005)
- Presentatie oudejaarsprogramma VARA's Vuurwerk (2005)
- Claudia's Showboot (2006)
- Presentatie 3FM Awards (2007)
- De Wereld Draait Door (2006–2008)
- De zomer draait door (2007) (30 juni, vervanger Matthijs van Nieuwkerk, samen met Jan Mulder)
- Wat heet! (1 aflevering) (2007)
- Thank God it's Friday (2007–2008)
- Claudia op Vrijdag (2009)
- 24 uur met... (Als gast) (2012)
- De Kunst van het Maken (2012)
- Bevrijdingsconcert aan de Amstel (2015)
- Oudejaarsconference 2016 (2016)
- Zomergasten (2017) (als gast)
- Oudejaarsconference 2019 (2019)
- Oudejaarsconference 2022 (2022)

## Discografie

### Albums
| Album met eventuele hitnotering(en) in de Nederlandse Album Top 100 | Datum van verschijnen | Datum van binnenkomst | Hoogste positie | Aantal weken | Opmerkingen |
| ------------------------------------------------------------------- | --------------------- | --------------------- | --------------- | ------------ | ----------- |
| Niet alleen                                                         | 2004                  | -                     |                 |              |             |
| Claudia in Carré                                                    | 2007                  | -                     |                 |              |             |
| Samen wakker worden, ergens heen, lekker eten en weer slapen        | 2009                  | 16-05-2009            | 38              | 6            |             |
| Wat ik zeker weet                                                   | 2010                  | 13-11-2010            | 32              | 11           |             |
| Alleen                                                              | 2013                  | 25-05-2013            | 14              | 75           |             |
| Alles is goed (De mooiste liedjes van)                              | 2016                  | 23-01-2016            | 3               | 48           | Goud        |
| #Nu                                                                 | 2018                  | 13-10-2018            | 46              | 2            |             |

| Album met hitnotering(en) in de Vlaamse Ultratop 200 albums | Datum van verschijnen | Datum van binnenkomst | Hoogste positie | Aantal weken | Opmerkingen |
| ----------------------------------------------------------- | --------------------- | --------------------- | --------------- | ------------ | ----------- |
| Alles is goed (De mooiste liedjes van)                      | 2016                  | 23-01-2016            | 92              | 1            |             |

### Singles
| Single met eventuele hitnotering(en) in de Nederlandse Top 40 | Datum van verschijnen | Datum van binnenkomst | Hoogste positie | Aantal weken | Opmerkingen                                     |
| ------------------------------------------------------------- | --------------------- | --------------------- | --------------- | ------------ | ----------------------------------------------- |
| Mag ik dan bij jou                                            | 2011                  | 10-03-2012            | 31              | 3            | Nr. 8 in de Single Top 100                      |
| Nederland                                                     | 2013                  | -                     |                 |              | Nr. 55 in de Single Top 100                     |
| Mag ik dan bij jou                                            | 2011                  | 08-02-2014            | 29              | 2            | Re-entry / Nr. 2 in de Single Top 100 / Platina |
| Mis je zo graag                                               | 2016                  | 09-01-2016            | tip1            | -            | met Waylon / Nr. 72 in de Single Top 100        |

| Single met hitnotering(en) in de Vlaamse Ultratop 50 | Datum van verschijnen | Datum van binnenkomst | Hoogste positie | Aantal weken | Opmerkingen |
| ---------------------------------------------------- | --------------------- | --------------------- | --------------- | ------------ | ----------- |
| Mag ik dan bij jou                                   | 2011                  | 25-10-2014            | tip75           | -            |             |
| Mis je zo graag                                      | 2016                  | 23-01-2016            | tip23           | -            | met Waylon  |
| Later wordt het beter                                | 2018                  | 03-11-2018            | tip             | -            |             |

### Radio 2 Top 2000
| Nummers met noteringen in de NPO Radio 2 Top 2000 | '12  | '13 | '14 | '15 | '16 | '17 | '18 | '19 | '20 | '21 | '22  | '23 | '24 |
| ------------------------------------------------- | ---- | --- | --- | --- | --- | --- | --- | --- | --- | --- | ---- | --- | --- |
| Mag ik dan bij jou                                | 1565 | 472 | 19  | 4   | 8   | 14  | 24  | 38  | 54  | 86  | 109  | 131 | 145 |
| Mis je zo graag (met Waylon)                      | ×    | ×   | ×   | ×   | -   | -   | -   | -   | -   | -   | 1915 | -   | -   |

1. ↑  Een '-' betekent dat het nummer niet was genoteerd, een '×' betekent dat het nummer nog niet was uitgebracht en een vetgedrukt getal geeft de hoogste notering van een nummer aan.
2. ↑  2012 was het eerste jaar met een notering voor Claudia de Breij.

### Dvd's
- Claudia zuigt (2005) (met "De wilde frisheid" als bonus-dvd.)
- Hallo lieve mensen (2007)
- iClaudia (2009)
- Hete vrede (2012)
- Teerling (2016)

## Prijzen
- Kunstbende categorie Taal
- Eerste plaats cabaretfestival Parnassos (1996)
- Derde plaats Concours om de Wim Sonneveldprijs van het Amsterdams Kleinkunst Festival (1998)
- CabaretAward voor beste vrouwelijke cabaretier (2004)
- Zilveren RadioSter voor beste vrouwelijke radiopresentator (2006, 2007, 2009, 2010, 2013, 2014)
- Poelifinario voor het beste cabaretprogramma van het seizoen (2010, voor Hete Vrede)
- Louis Davidsring sinds 2015
- Nederlandse Oeuvreprijs Cabaret en Kleinkunst van het Schiller Theater Place Royale (2016)[13][14]
- PAX Duif, uitgereikt door PAX aan een 'Vredesheld', op 21 september 2018, de Internationale Dag van de Vrede.[15]
- Meest invloedrijke vrouw in de categorie Cultuur in de Opzij Top 100 (2019)[16]
- Ridder in de Orde van de Nederlandse Leeuw (2021)